# Сан Ђорђо Канавезе
Сан Ђорђо Канавезе (итал. San Giorgio Canavese) је насеље у Италији у округу Торино, региону Пијемонт.
Према процени из 2011. у насељу је живело 2214 становника. Насеље се налази на надморској висини од 283 м.

## Становништво
Према резултатима пописа становништва 2011. у општини је живело 2.705 становника.
| 1931. | 1936. | 1951. | 1961. | 1971. | 1981. | 1991. | 2001. | 2011. |
| ----- | ----- | ----- | ----- | ----- | ----- | ----- | ----- | ----- |
| 2.666 | 2.511 | 2.355 | 2.228 | 2.263 | 2.236 | 2.294 | 2.396 | 2.705 |

## Партнерски градови
- Campello sul Clitunno